# Nuit Blanche
| Críticas profissionais | Críticas profissionais |
| Avaliações da crítica  | Avaliações da crítica  |
| Fonte                  | Avaliação              |
| ---------------------- | ---------------------- |
| Allmusic               | [ 1 ]                  |
| Folha de S. Paulo      | [ 2 ]                  |

Nuit Blanche é o terceiro disco gravado pela banda belga Vive la Fête, lançado em 2003.

## Faixas
| N.º | Título             | Duração |  |
| 1.  | "Nuit Blanche"     | 3:26    |  |
| 2.  | "Touche pas"       | 3:27    |  |
| 3.  | "Jaloux"           | 3:54    |  |
| 4.  | "Joyeux"           | 4:14    |  |
| 5.  | "Mon dieu"         | 4:16    |  |
| 6.  | "Maladie d'un fou" | 3:55    |  |
| 7.  | "Assez"            | 4:32    |  |
| 8.  | "Noir désir"       | 5:56    |  |
| 9.  | "KL"               | 3:24    |  |
| 10. | "Mr. le président" | 4:29    |  |
| 11. | "Maquillage"       | 3:48    |  |
| 12. | "Adieu"            | 10:57   |  |

- Na edição brasileira do CD, a segunda faixa é "Schwarzkopf". No Brasil, "Touche Pas" só é disponível na coletânea "10 Ans de Fête".